# 비크라마쉴라
비크라마쉴라 마하비하라(Vikramaśilā Mahāvihāra)는 인도 비하르주의 바갈퍼 현에 존재했던 불교의 마하비하라(대승원)이다.
서쪽 비하르 주 중부에 있던 날란다 사원과 함께 동부 지역에서 후기 인도 불교의 주요 거점이 되었다. 비크라마쉴라 대학, 비크라마쉴라 (대)승원, 초암사(超岩寺), 초계사(超戒寺)라고도 한다.

## 역사
비크라마쉴라 대학은 고대 벵골과 마가다에 팔라 제국의 왕 다르마팔라에 의해 8세기 말에서 9세기 초 사이에 창설되었다. 티베트 자료에 따르면 다섯 개의 대정사가 있었다고 한다.
비크라마쉴라는 가장 큰 불교 수도원 중 하나이며 100명이 넘는 교사와 1000명이 넘는 학생이 있었다. 거기에는 저명한 학자가 만들어졌고, 그들은 종종 외국에 초대되어 불교의 가르침, 문화, 학문을 전파했다. 이들 중에서 가장 이름 높은 것은 아띠샤(Atiśa Dīpaṃkara Śrījñāna)로, 1042년에 티베트 서부의 구게 왕국의 초빙으로 출국, 티베트 불교의 까귀파, 사캬파, 겔룩파, 조난파 등 신역파의 선구자가 되는 카담의 법류(후에 제자 돔톤이 가담파를 창시)를 세웠다. 철학 · 문법 · 형이상학 · 인도 불교 등과 같은 주제가 거기서 가르쳤지만, 이 계통은 쫑카파 대사의 겔룩파에 영향을 주는 밀교의 중요한 일파이기도 했다.
1193년에 날란다 사원이 이슬람 세력에 의해 파괴되고, 그 10년 후인 1203년에 아이바크 휘하의 장군 무하마드 바프티야르 할지(Muhammad Bakhtiyar Khalji)가 이끄는 튀르크 = 이슬람 세력에 의한 세나 왕조 침공 과정에서 비크라마쉴라 대학은 파괴되었다. 이렇게 인도 불교의 명맥은 끊어지게 된다.
비크라마쉴라는 주로 티베트 사료를 통해 알려져 있다. 특히, 티베트 승려의 타라나타(1575-1634년)가 쓴, 16-17세기의 티베트 사원의 역사에 의해 알려져 있다.

## 같이 보기
- 아띠샤
- 날란다
- 인도 불교
- 티베트 불교